# La conquista di Granata
La conquista di Granata (deutsch: Die Eroberung von Granada, spanisch: La conquista de Granada) ist eine Oper von Emilio Arrieta. Das Libretto stammt von Temistocle Solera. Die Uraufführung fand am 10. Oktober 1850 im Teatro de Real Palacio in Madrid statt. Musikalisch ist die Oper „ein Prachtstück des Belcanto“ mit zahlreichen Chor-Szenen.

## Handlung
Die Handlung spielt vor und in Granada im Jahr 1492: Im Zuge der Reconquista belagert das spanische Heer die Stadt und deren Festung, die Alhambra.

### Erster Akt
Erstes Bild
Die Spanier haben vor Granada ein Heerlager angelegt. Die spanische Königin Isabella I. tauft es auf den Namen „Santa Fé“ (Heiliger Glaube). Sie will die Alhambra erobern und von dort aus über ein römisch-katholisches Spanien herrschen. Gonzalo von Córdoba, führender Ritter in Isabellas Gefolge, ist in Zulema verliebt. Zulema ist die christliche [!] Tochter von Muley-Hassem, Schwester von Boabdil, König von Granada, und von Almanzor dem führenden Krieger der Nasriden. Almanzor fordert den stärksten Krieger des spanischen Heers zum Zweikampf auf. Isabella benennt dafür Gonzalo, der aber Zulema gegenüber geschworen hat, gegen niemanden aus ihrer Familie zu kämpfen. Aber sein Freund, Lara, bietet ihm an, an seiner Stelle, in der Rüstung von Gonzalo den Zweikampf durchzuführen.
Zweites Bild
In der Alhambra erwartet Zulema ängstlich den Ausgang des Kampfes. Almanzor wird getötet, woraufhin Muley-Hassem seine Tochter verflucht.

### Zweiter Akt
Erstes Bild
Zulema soll nun mit dem maurischen Fürsten Alamar verheiratet werden und wird dafür geschmückt. Gonzalo kann sich unerkannt in die Alhambra einschleichen und Zulema sagen, dass nicht er, sondern Lara der Gegner des Zweikampfes war, in dem Almanzor ums Leben kam. Zulema und Gonzalo versichern sich ihrer Liebe.
Zweites Bild
Almanzor wird in einem Trauerzug gedacht. Gonzalo wurde mittlerweile gefangen genommen und soll am Grab von Almanzor hingerichtet werden. Da tritt Lara dazwischen und bekennt sich dazu, dass er der Gegner im Zweikampf mit Almanzor war. Muley-Hassem begnadigt daraufhin beide, was die Empörung der maurischen Krieger auslöst.

### Dritter Akt
Königin Isabella kündigt an, Christoph Kolumbus auch gegen die Skepsis ihres Kronrates bei seiner Expedition über den Atlantik nach Indien zu unterstützen und sieht sich schon als Herrin zweier Welten. Sie will nun den Befehl zum Sturm auf Granada geben. Gonzalo aber bittet sie, aus Rücksicht auf Zulema, auf die Eroberung zu verzichten. Isabella gibt nach. Da aber trifft die Nachricht ein, dass Muley-Hassem und Zulema von den Mauren eingekerkert wurden. Daraufhin ändert Gonzalo sofort seine Meinung und will den Krieg gegen die Mauren fortsetzen. Königin Isabella stimmt auch dem zu.
Verfeindete Gruppen der Mauren treffen sich bei König Boabdil und wollen gemeinsam fürs Vaterland kämpfen.
Muley-Hassem träumt im Gefängnis von seiner verstorbenen Frau, der Mutter Zulemas, die ihn in eine Marienerscheinung führt. Er bekennt sich zum Christentum. Gonzalo befreit die beiden aus dem Gefängnis. Die Mauren übergeben die Stadt den Spaniern und Königin Isabella kann nun in die Alhambra einziehen, Anlass für ein großes Finale.

## Historischer Kontext
Die Oper war ein Auftragswerk der spanischen Königin Isabella II., die den Komponisten, Emilio Arrieta, zum Leiter ihrer Hofoper ernannt hatte und auch sonst förderte. Die Handlung der Oper ist deshalb Propaganda für und Huldigung an Isabella II., die sich in Königin Isabella I. in der Oper spiegeln konnte. Das zeigt sich besonders in der mit der übrigen Handlung völlig unverbundenen Szene, in der Isabella I. ihre Unterstützung für Kolumbus verkündet und in dem völligen Weglassen des Gatten von Königin Isabella I., König Ferdinand II. in der Handlung.
Der Inhalt des Librettos ist nach heutigen Maßstäben politischer Korrektheit nicht mehr vertretbar: Alle Moslems sind die Bösen und die Unterlegenen. Soweit Mauren zu den Guten der Handlung gehören, sind oder werden sie Christen (Zulema, Muley-Hassem). Aussagen im Libretto über den Islam sind diffamierend. Die Aussagen zum Christentum sind der zeitgenössischen spanischen, römisch-katholischen Version verhaftet, das Libretto ist insgesamt von Kolonialismus durchdrungen. Das alles macht es sehr schwer, die Oper heute noch aufzuführen.
Nach der Uraufführung 1850 wurde sie nur etwas mehr als ein Dutzend Mal aufgeführt, nach der ursprünglichen Version noch einmal unter dem Titel Isabel la Católica am Teatro Real und dann vergessen. Erst 2006 gab es wieder zwei konzertante Aufführungen in Madrid. 2014 kam die Oper dann im Stadttheater Gießen erneut szenisch zur Aufführung – zum ersten Mal außerhalb Spaniens.